# Alfons Buts
Alfons Jan-Baptist Frans Buts (Mechelen, 9 mei 1899 - 16 januari 1976) was een Belgisch tuinbouwer en politicus voor de CVP.

## Levensloop
Buts was beroepshalve tuinbouwer. Hij had lager en middelbaar onderwijs gevolgd in het Sint-Libertusgesticht te Mechelen. In 1922 haalde hij een diploma aan de Rijkstuinbouwschool in Vilvoorde.
Van 1923 af, had hij een eigen tuinbouwbedrijf en trouwde hij. Het echtpaar kreeg vier kinderen. Hij trad toe tot de Hoveniersgilde van Mechelen (lid in 1923, bestuurslid in 1926, voorzitter in 1932).
In 1932 werd hij bedrijfsleider-teeloverste aan de Tuinbouwschool Mechelen. Hij werd van dan af volledig ingeschakeld in de Boerenbondactiviteiten:
- medestichter van de Boeren Jeugdbond Mechelen,
- 1933-1954: voorzitter van het arrondissementsverbond van Boeren- en Hoveniersgilden,
- in 1941 werd hij lid van het hoofdbestuur van de Belgische Boerenbond,
- lid van de Provinciale Landbouwkamer Antwerpen,
- lid van de Hoge Tuinbouwraad,
- lid van de Centrale Raad voor het Bedrijfsleven,
- lid van de Commissie voor de Afzet van Land- Tuinbouwproducten,
- lid van het Nationaal Paritair Comité voor Tuinbouw.

Zijn inzet werd ook op het politieke vlak zichtbaar. In 1938 werd hij verkozen tot gemeenteraadslid van Mechelen. In 1954 werd hij, als vertegenwoordiger van de landbouw, verkozen tot katholiek senator voor het arrondissement Mechelen-Turnhout. Hij zetelde tot in 1965.